# Cyphia transvaalensis
Cyphia transvaalensis är en klockväxtart som beskrevs av Edwin Percy Phillips. Cyphia transvaalensis ingår i släktet Cyphia, och familjen klockväxter. Inga underarter finns listade i Catalogue of Life.